# Argyrotaenia quercifoliana
Argyrotaenia quercifoliana es una especie de polilla del género Argyrotaenia, tribu Argyrotaenia, familia Tortricidae. Fue descrita científicamente por Fitch en 1858.
La envergadura es de unos 16-24 milímetros. Se distribuye por América del Norte: Estados Unidos.